# 约翰·罗梅洛
阿方索·约翰·罗梅洛（Alfonso John Romero，1967年10月28日—），出生于科羅拉多州科羅拉多泉的美國程式設計師，是电子游戏领域的制作人。他和卡马克（John Carmack）一起在1991年创立了id Software，到1996年为止，制作并发行了数款堪称里程碑式的游戏：指挥官基恩（Commander Keen）、德軍總部3D（Wolfenstein 3D）、毁灭战士（Doom）和毁灭战士II（Doom II）（在这个游戏里面，罗梅洛以最终首领邪恶化身（Icon of Sin）的形象出现）。他同时也参与制作了雷神之锤（Quake），并且以制作人的身份参与了Heretic和HeXen的制作。FPS連線術語「死亡競賽」公認是他創造的。
在1999年到2003年期间，罗梅洛开始和斯蒂薇·凯丝（Stevie Case）交往，斯蒂薇是一个在女子电子游戏群体内的偶像，她在一场雷神之锤的死亡游戏模式中击败了罗梅洛。在两个人分崩离析之前，斯蒂薇一直是Monkeystone Games的COO.2002年，罗梅洛把他的法拉利跑车放到eBay上面拍卖。这辆经过大幅度改装的跑车增加了一个并行端口在乘客座椅下面，可以接驳一台笔记本电脑，并且用电脑控制车子引擎。
2003年10月中旬，罗梅洛加盟了Midway Games，他的身份是Gauntlet:Seven Sorrows的项目领导。同时他还保持和Monkeystone Games的关系。Monkeystone Games后来搬家到了得克萨斯的奥斯丁，继续开发51区直到它发行。2005年1月，Monkeystone Games最终倒闭。
2004年1月，罗梅洛和拉卢卡·亚历山德拉·普拉斯卡在她的家乡罗马尼亚的布加勒斯特结婚。2005年7月底，罗梅洛离开了Midway Games。

## 生平小記
羅梅洛1967年10月28日生於科羅拉多州科羅拉多泉市，是早產六週的早產兒。他被詢問到家庭背景時，宣稱「祖上是墨西哥原住民雅基族，也有墨西哥人及切羅基人血統」。母親吉妮（Ginny）少女時期在亞歷桑納州土桑市認識他的生父阿方索·安東尼奧·羅梅洛（Alfonso Antonio Romero），阿方索是第一代墨西哥裔美國人，在空軍基地擔任空調散熱系統的維修人員。兩人隨後結婚，身上帶著三百塊美金，駕著1948年份的克萊斯勒轎車，搬遷到科羅拉多州，心中期望這段跨種族婚姻能在更寬容的環境中結下豐盛的果實。
羅梅洛小時候沉迷街機，彈幕射擊遊戲《太空侵略者》是帶他接觸電子遊戲的敲門磚，開始讓他思考「設計遊戲這件事」的則是南夢宮的迷宮追逐遊戲《小精靈》。納西爾·吉貝利是他最欣賞的程式設計師，也是他主要的靈感來源，他在Apple II上設計的快速3D遊戲，像是1981年的射擊遊戲《地平線5》（Horizon V）、1982年的《天頂》（Zenith）都深深影響羅梅洛後來在id Software的作品。其他影響羅梅洛的程式設計師還有比爾·巴傑（Bill Budge）、宮本茂的《超級瑪莉兄弟》，還有像是格鬥遊戲《快打旋風II》、《餓狼傳說》、《龍虎之拳》以及《VR快打》。

### 早年生涯

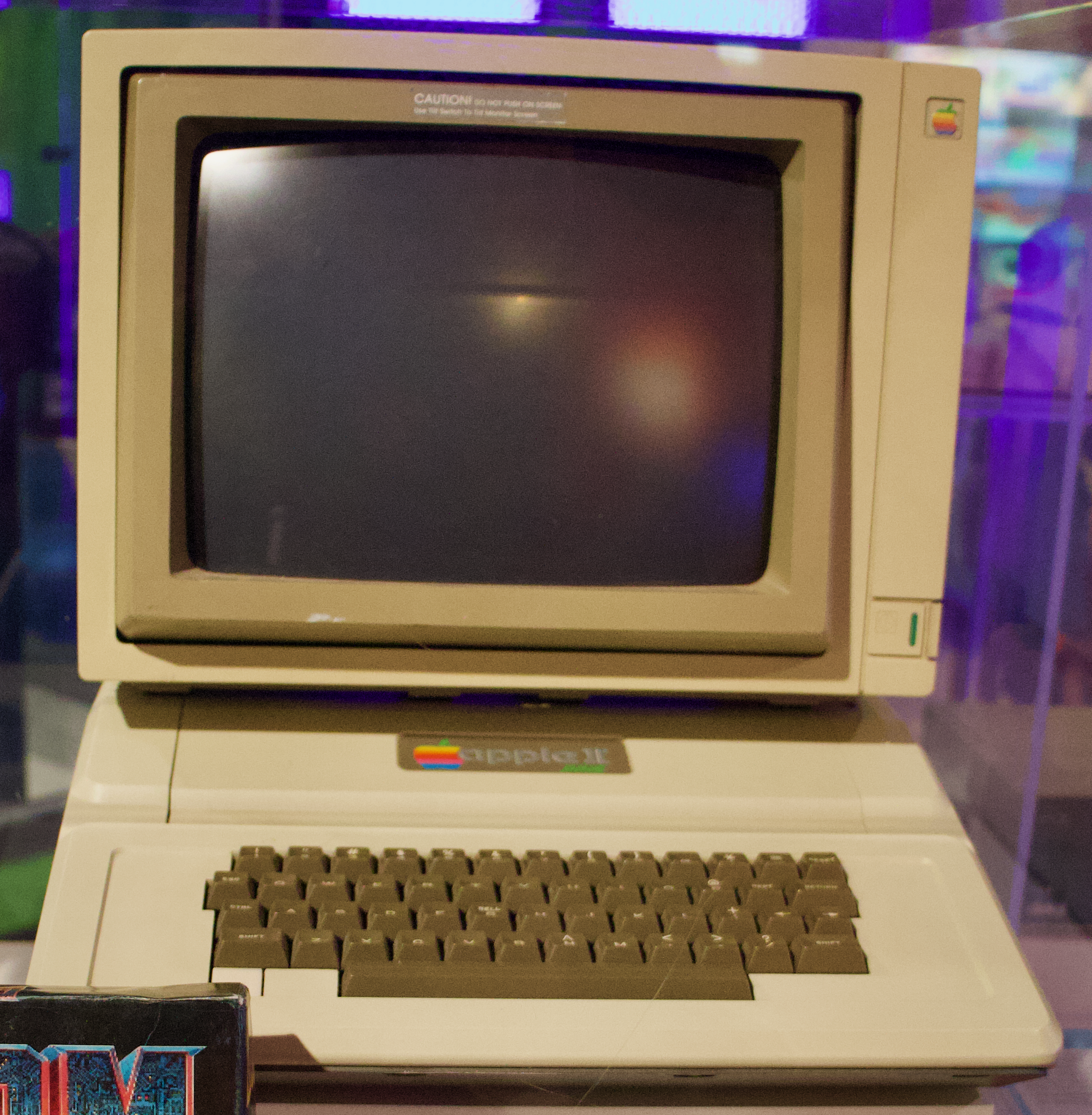
約翰·羅梅洛擁有過的Apple II，展覽於強國遊戲博物館（The Strong National Museum of Play）

1980年羅梅洛開始在Apple II電腦上設計遊戲，他第一款開發的遊戲是仿作《瘋狂攀登者》，並無公開發行。首度發行的遊戲是《Scout Search》，發表1984年六月號的《inCider》雜誌，那是在一本1980年代相當知名的Apple II雜誌。他早期發行的遊戲裡，至少有12款，列名的開發商就是他的第一家公司Capitol Ideas Software。從1987年開始，羅梅洛連續三年佔據了Apple II雜誌《Nibble》的12月封面。他曾把自己的遊戲《Cavern Crusader》拿去參加《A+》雜誌第一年的程式競賽。
1987年羅梅洛加入遊戲公司Origin Systems，開啟隨後八年的遊戲設計生涯，這也是他的首份業界工作。他負責將遊戲《2400 A.D.》從Apple II移植到康懋達64電腦上，但由於Apple II版本銷售慘淡，公司最後取消了這項專案。羅梅洛隨後加入保羅·紐拉特（Paul Neurath）的團隊，開發遊戲《太空遊俠》。在這段期間，羅梅洛被問及是否願意加入保羅即將成立的藍天遊戲公司（Blue Sky Productions），也就是後來的透視鏡工作室（Looking Glass Technologies）。他雖然沒有加入，卻依然選擇離開公司，跟人合夥成立另一家新的遊戲公司「Inside Out Software」，負責將《魔法門III》從Apple II移植到康懋達64電腦上。他幾乎就要完成《Tower Toppler》從康懋達64到Apple II的移植工作時，遊戲發行商Epyx卻因為巨額投資全力挹注在掌機Atari Lynx上頭，取消所有的遊戲移植專案。在這段短暫的時期，羅洛梅曾為從麥金塔移植到Apple IIGS的《Dark Castle》進行美術設計。也是在這段期間，羅梅洛和友人朗·拉薩（Lane Roathe）共同成立深思（Ideas from the Deep）遊戲公司，為一款遊戲《Zappa Roidz》編寫Apple II、Apple IIGS和PC各種版本。

### 1990年代：id Software與離子風暴
1989年3月，羅梅洛搬到路易斯安那州的什里夫波特市，進入軟碟雜誌公司的特殊專案部門擔任程式設計一職。後來幾個月，他都在公司裡協助PC磁碟月刊《大藍碟》（Big Blue Disk）編寫工具軟體，隨後乾脆加入該部門。直到1990年7月，他有了自己的PC遊戲部門「玩家之刃」（Gamer's Edge）。羅梅洛找來密蘇里州堪薩斯城的自由工作者約翰·卡馬克，從公司的美術部門挖角阿德里安·卡馬克，說服湯姆·霍爾晚上加班幫他設計遊戲。1991年2月，羅梅洛一干人等就離開軟碟公司，自己成立了名聞遐邇的「id Software」。
1991年到1996年，羅梅洛都在id Software工作，參與多款引領潮流的遊戲製作，其中包括《指揮官基恩》《德軍總部3D》《毀滅戰士》《毀滅戰士II》和《雷神之鎚》。他還以執行製作（以及遊戲設計師）的身份參與製作《異教徒》（Heretic）和《毀滅巫師》（Hexen: Beyond Heretic）。《毀滅戰士》絕大部份是他設計的，《雷神之鎚》四分之一的關卡，還有《指揮官基恩》跟《德軍總部3D：命運之矛》一半的關卡也是他的設計。他為id Software寫過不少工具軟體，用來開發遊戲，包括《毀滅戰士》跟《雷神之鎚》的關卡編輯器DoomEd、QuakeEd，「死亡競賽」執行程式DM，連線到DWANGO伺服器尋求對戰的用戶端程式，《指揮官基恩》系列跟《命運之矛》的關卡編輯器TED5，將遊戲資源整合進WAD檔的IGRAB，以及包括《雷神之鎚》在內所有遊戲的安裝程式和設定組態功能，都是出自他手。在2017年WeAreDevelopers設計大會的專題演講上，羅梅洛將這段時期稱之為「加速模式」，他在演講中強調自己在五年半的時間裡，製作了28款遊戲，開發團隊卻不到十人。
《毀滅戰士II》第30關大魔王邪惡化身（Icon of Sin）是顆巨型的惡魔頭顱，在它前額有道破口。首次見到魔王，遊戲會播放一段扭曲邪惡的音訊，事實上是羅梅洛自己錄的，原音是「你要想通關，得先幹掉我！約翰·羅梅洛！」，然後倒帶扭曲成惡魔般的口音。在「noclip」作幣模式下可以進入魔王體內，看到羅梅洛的頭顱被串插在柱子上。在正常情況下，玩家要搭乘升降梯來到魔王面前，用火箭炮攻擊它腦門大開的破口，羅梅洛的頭顱作為命中檢測點，只要他死了，魔王也就跟著殞落，遊戲結束。2013年羅梅洛應IGN之邀遊玩《毀滅戰士》，慶祝20週年紀念，過程中分享了用他的頭當最終大魔王以及倒帶音效的幕後故事，一切都是開發團隊惡作劇的後果。
在製作《雷神之錘》期間，羅梅洛與約翰·卡馬克對於公司前景有了莫大衝突。羅梅洛希望遊戲照著他心目中的嚴苛規劃走，卡馬克則堅持穩定開發才是上策，並指責羅梅洛工作不像其他員工那麼努力。儘管羅梅洛隨即態度軟化，參與數以月計的「專案死亡行軍」開發壓榨期，努力完成遊戲，仍然沒有解開公司內部的心結，最後被逼離辭。在1997年的訪問中，羅梅洛回應道：「完成《雷神之錘》後離辭是正確的選擇──要在完成一款熱門遊戲後才離開。我跟id同仁都還保持良好的關係，這不難，畢竟我們都是多年的朋友。」
罗梅洛后来离开了id，和汤姆·霍尔一起在得克萨斯州的达拉斯成立了离子风暴遊戲公司，開始设计并且制作《大刀》。野心勃勃的罗梅洛在1997年宣布这款游戏将会在同年的圣诞节購物季之前上市，但是发售日期一拖再拖，甚至变成了遥不可及的作品。2010年春，《Gamesauce》雜誌邀請羅梅洛當封面人物，進行深度專訪，他正式為《大刀》廣告公開道歉。主要原因是离子风暴在1997年发布了一则臭名昭著的广告「罗梅洛将会把你变成他的婊子…吞下去！」（John Romero's About To Make You His Bitch....Suck it down），这则广告激怒了玩家，在媒體輿論間引發爭議。遊戲還沒上市就瘋狂炒作，加上隨後永無止境的延遲發售，让离子风暴的境地非常尴尬。2000年4月，《大刀》終於上市，收到的評價卻非常慘烈。在这个游戏发布之前，跳票已久的这个游戏已经变成了一个很大的失败。游戏的批评甚至开始变成对于罗梅洛的攻击和诋毁，很多人对于他的发展前景表示质疑，对他《大刀》这个项目的管理表示不信任。《大刀》收到廣大劣評，蟬連在多個「十大最爛遊戲」榜上。此一同時，羅梅洛被害身亡的消息甚囂塵上，甚至還有一張他中槍的屍體照在網路上流傳。羅梅洛後來澄清那是他為《Texas Monthly》雜誌所拍的照片，後悔的說「也許我不該拍這張照的」。最终，在湯姆·霍爾发布遊戲《星際之門》（Ancharonox）后，他就和霍尔一起离开离子风暴，關閉了達拉斯工作室。

### 2000s
2001年7月，羅梅洛與霍爾創辦猴石遊戲公司（Monkeystone Games），專為行動裝置開發遊戲。猴石在短短三年半的生命期發行了大約15款遊戲，比較知名的作品有《Hyperspace Delivery Boy!》、《Congo Cube》以及諾基亞N-Gage上的《赤色戰線》。後來羅梅洛將猴石的日常運作交給盧卡斯·戴維斯（Lucas Davis），自己和霍爾離開公司，加入聖地牙哥的中途（Midway）公司。